# Patrynia
Patrynia (Patrinia) – rodzaj roślin z rodziny przewiertniowatych (Caprifoliaceae), z podrodziny Valerianoideae, dawniej wyodrębnianej zwykle jako rodzina kozłkowate (Valerianaceae). Do rodzaju należy ok. 20–25 gatunków, z czego jeden rośnie na wschodnich krańcach Europy, a pozostałe w Azji środkowej, wschodniej i północnej. Niektóre gatunki (najczęściej patrynia trójdzielna P. triloba) uprawiane są jako ozdobne, zwykle w ogrodach naturalistycznych, na rabatach bylinowych, w ogrodach skalnych. Kwiatostany używane są do tworzenia świeżych kompozycji.

## Morfologia
PokrójByliny, rzadko rośliny dwuletnie. Organy podziemne – korzeń palowy lub kłącze – silnie i nieprzyjemnie pachnące. Łodygi wyprostowane, nagie, rzadko drewniejące u nasady.
LiścieSkupione w rozecie przyziemnej zwykle pojedyncze lub pierzasto wcinane lub złożone, liście łodygowe naprzeciwległe, pojedyncze, wcinane lub złożone pierzasto lub dłoniasto. Brzeg liścia ząbkowany, piłkowany, rzadziej cały.
KwiatyNiewielkie (do 6 mm), zebrane w rozgałęzione wierzchotki, w każdym rozgałęzieniu wsparte podsadką. Kielich drobny, 5–ząbkowy. Korona kwiatu zwykle żółta, rzadziej biała, zrośnięte u dołu rurkowato lub dzwonkowato, z nieco nierównymi, rozpostartymi 5 łatkami na końcach. U nasady korona bywa rozdęta lub nawet z ostrogą, wewnątrz jest owłosiona. Pręciki cztery, w nierównych parach. Nitki dłuższej, wystającej z korony pary pręcików są owłosione, a tych krótszych – nagie. Szyjka słupka zwieńczona główkowatym lub palczasto podzielonym znamieniem.
OwoceNiełupka jajowata lub podługowata, z trwałym, czasem powiększającym się kielichem i rozrastającą się w aparat lotny przysadką.

## Systematyka
Rodzaj tradycyjnie zaliczany był do rodziny kozłkowatych (Valerianaceae). Rodzina ta od systemu APG II z 2003 włączana jest w randze podrodziny Valerianoideae Rafinesque do rodziny przewiertniowatych Caprifoliaceae (opcjonalnie, a od systemu APG III z 2009 już zupełnie).
Wykaz gatunków (nazwy zaakceptowane według The Plant List i Kew Gardens)
- Patrinia gibbosa Maxim. – patrynia garbata
- Patrinia glabrifolia Yamam. & Sasaki
- Patrinia heterophylla Bunge
- Patrinia intermedia (Hornem.) Roem. & Schult.
- Patrinia monandra C.B. Clarke
- Patrinia rupestris (Pall.) Dufr.
- Patrinia scabiosifolia Link – patrynia driakwiolistna
- Patrinia scabra Bunge
- Patrinia serratulifolia (Trevir.) Fisch. ex DC.
- Patrinia sibirica (L.) Juss.
- Patrinia speciosa Hand.-Mazz.
- Patrinia trifoliata L. Jin & R.N. Zhao
- Patrinia triloba Miq. – patrynia trójdzielna
- Patrinia villosa Juss.